# Mikroklíma

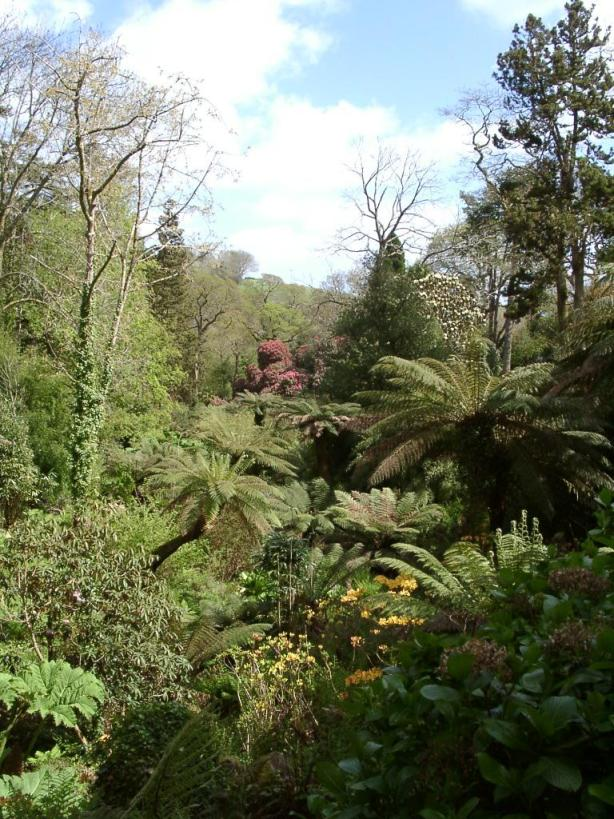

A mikroklíma a légköri viszonyok olyan helyi együttese, amely gyakran csak kis mértékben, de néha jelentősen eltér a környező területekétől. A kifejezés vonatkozhat néhány négyzetméteres vagy annál kisebb területekre (például egy kerti ágyás, egy szikla vagy egy barlang alatt) vagy akár több négyzetkilométeres területekre is. Mivel az éghajlat statisztikai jellegű, ami a leíró paraméterek átlagértékeinek térbeli és időbeli változását jelenti, egy régión belül előfordulhatnak és idővel fennmaradhatnak statisztikailag eltérő feltételek, azaz mikroklímák. Mikroklímák a legtöbb helyen megtalálhatók, de a topográfiailag dinamikusan változó zónákban, például hegyvidéki területeken, szigeteken és tengerparti területeken a legkifejezettebbek.
Mikroklímák léteznek például a víztestek közelében, amelyek lehűthetik a helyi légkört, vagy a sűrű városi területeken, ahol a tégla, a beton és az aszfalt elnyeli a nap energiáját, felmelegszik, és ezt a hőt visszasugározza a környezeti levegőbe: az így kialakuló városi hősziget (UHI) egyfajta mikroklíma, amelyet ráadásul a növényzet viszonylagos hiánya okoz.

## A kifejezés első megjelenése
A "mikroklíma" kifejezés az 1950-es években jelent meg először olyan kiadványokban, mint a Climates in Miniature: A Study of Micro-Climate Environment (Thomas Bedford Franklin, 1955).

## Példák a mikroklímára
Egy ipari park területe nagyban különbözhet egy közeli erdős parktól, mivel a parkok természetes növényvilága a leveleken keresztül elnyeli a fényt és a hőt, míg egy épület teteje vagy egy parkoló azt csak visszasugározza a levegőbe. A napenergia szószólói azzal érvelnek, hogy a napenergia-gyűjtés széles körű alkalmazása enyhítheti a városi környezet túlmelegedését azáltal, hogy a napfényt elnyeli és munkába állítja, ahelyett, hogy az idegen felszíni tárgyakat melegítené.
A mikroklíma lehetőséget kínálhat kis termőterületként olyan növények számára, amelyek a tágabb területen nem tudnak megélni; ezt a koncepciót gyakran alkalmazzák az északi mérsékelt éghajlaton gyakorolt permakultúrában. A mikroklímát a növények gondos megválasztásával és elhelyezésével foglalkozó kertészek előnnyel tudják hasznosítani. A városokban gyakran megemelik az átlaghőmérséklet a zónázással, és egy védett fekvés csökkentheti a tél súlyosságát. A tetőkertészkedés azonban nyáron és télen is szélsőségesebb hőmérsékletnek teszi ki a növényeket.
Városi környezetben a magas épületek saját mikroklímát teremtenek azáltal, hogy nagy területeket beárnyékolnak, és az erős szeleket a talajszintre terelik. A magas épületek körüli szélhatásokat a mikroklíma tanulmány részeként értékelik.
A mikroklíma jelenthet célzottan kialakított környezetet is, például egy szobában vagy más zárt térben lévő környezet. A mikroklímát általában múzeumi kiállítási és raktározási környezetekben hozzák létre és tartják fenn gondosan. Ez történhet passzív módszerekkel, például szilikongéllel, vagy aktív mikroklíma-szabályozó eszközökkel.
Általában, ha a szárazföldi területeken nedves kontinentális éghajlat uralkodik, a tengerparti területeken a téli hónapokban sokkal enyhébb marad a tél, ellentétben a forróbb nyarakkal. Ez a helyzet például Brit Kolumbiában, ahol Vancouverben óceáni nedves tél van, ritka fagyokkal, de a belföldi területeken, ahol átlagosan több fokkal melegebb a nyár, hideg és havas tél van.

## A mikroklímát befolyásoló források és hatások
Egy adott területen belül a mikroklíma meghatározásának két fő paramétere van; a hőmérséklet és a páratartalom. A hőmérséklet és/vagy a páratartalom csökkenésének forrása különböző forrásokra vagy hatásokra vezethető vissza. 
A mikroklímát gyakran különböző hatások konglomerátuma alakítja, és ez a mikroszintű meteorológia tárgyát képezi.

## Kráterek
A kráterekben a felszínhez közeli permafroszt jelenléte egyedi mikroklíma-környezetet teremt.

## Barlangok
A barlangok fontos geológiai képződmények, amelyek egyedi és kényes geológiai/biológiai környezetnek adhatnak otthont. A talált barlangok túlnyomó többsége kalcium-karbonátokból, például mészkőből áll. Ezekben az oldódási környezetekben számos növény- és állatfaj talál otthonra. A barlangi légkör víztartalmának keveréke, a légnyomás, a barlangi kőzet geokémiája, valamint e fajok hulladéktermékei együttesen egyedi mikroklímát teremthetnek a barlangrendszerekben.

## Növényi mikroklíma
Az élő növényt nemcsak az éghajlat befolyásolja, hanem bekövetkezhet a növények és környezetük kölcsönhatásának ellentétes hatása is, amit növényi mikroklímának nevezünk. Ennek a hatásnak fontos következményei vannak a kontinens közepén lévő erdőkre nézve; ha ugyanis az erdők nem hoznák létre hatékony párologtatási tevékenységükkel a saját felhő- és vízkörforgásukat, akkor a partoktól távol nem lenne erdő, mivel statisztikailag, minden más hatás nélkül, a csapadék előfordulása a partoktól a szárazföld belseje felé csökkenne. Az erdősítéssel összefüggésben javasolták a fák ültetését az aszály ellen.

## Víztározók
A mesterséges és a természetes víztározók egyaránt mikroklímát hoznak létre, és gyakran a makroszkopikus éghajlatot is befolyásolják.

## Lejtők
A mikroklíma másik hozzájáruló tényezője egy terület lejtése vagy fekvése. Az északi félteke déli fekvésű lejtői és a déli félteke északi fekvésű lejtői több közvetlen napfénynek vannak kitéve, mint az ellentétes irányú lejtők, és ezért hosszabb ideig melegebbek, így a lejtő melegebb mikroklímát biztosít, mint a lejtőt körülvevő területek. A lankák legalsó területe néha hamarabb vagy erősebben fagyhat, mint egy közeli, feljebb fekvő hely, mert a hideg levegő lesüllyed, a szárító szellő nem éri el a legalsó részt, a nedvesség pedig megmarad és kicsapódik, majd megfagy.

## Talajtípusok
A mikroklímát az adott területen található talaj típusa is befolyásolhatja. Az agyagban gazdag talajok például járdaként viselkedhetnek, mérsékelve a talajközeli hőmérsékletet. Másrészt, ha a talajban sok a levegő, akkor a hő megrekedhet a felső talajréteg alatt, ami a talajszinten megnövekedett fagyveszélyt eredményezhet.

## Fordítás
- Ez a szócikk részben vagy egészben  a   Microclimate című angol Wikipédia-szócikk ezen változatának fordításán alapul.  Az eredeti cikk szerkesztőit annak laptörténete sorolja fel. Ez a jelzés csupán a megfogalmazás eredetét és a szerzői jogokat jelzi, nem szolgál a cikkben szereplő információk forrásmegjelöléseként.